# Jihlavské vrchy
Jihlavské vrchy är en bergskedja i Tjeckien. Den ligger i den centrala delen av landet, 130 km sydost om huvudstaden Prag.